# Michael von Brunnow

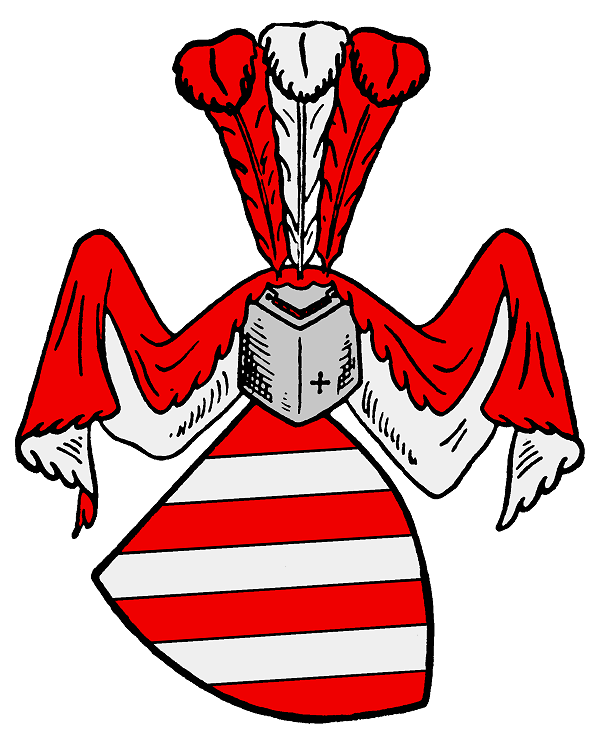
Wappen des Adelsgeschlechts Brünnow

Michael von Brunnow (auch Brünnow; * um 1520; † 1583) war polnischer Minister und später herzoglicher Kanzler im Herzogtum Kurland und Semgallen.

## Leben
Vor seiner Umsiedlung nach Kurland war Brunnow 1564 als königlich polnischer Minister von König Sigismund II. August (1520–1572) mit einer Gesandtschaft betraut worden, die ihn nach Pommern führte. Nach seiner Übersiedlung in das Kurland, wurde er 1560 zum kurländischen Vizekanzler berufen und gehörte seit 1566 als Oberrat und Kanzler dem Obersten Rat des Herzogtums an. In der Regierung Herzog Gotthard Kettlers (1517–1587) war er, nach dem Landhofmeister, der zweithöchste Plenipotentiarius (Bevollmächtigter) im Herzogtum. 1570 wurde im Herzogtum Kurland und Semgallen auf Befehl des Herzogs Gotthard und nach dem maßgeblichen Entwurf Brunnows eine Kirchenreform erarbeitet und im gleichen Jahr in Druck gegeben.

## Familie und Nachkommen
Michael von Brunnow stammte aus dem hinterpommerschen Adelsgeschlecht Brünnow, welches sich nach der Teilung in eine pommersche und kurländische Linie im Kurland als „Brunnow“ schrieb. Seine Eltern waren der Erbherr auf Quatzow und Pöppeln Augustin von Brünnow († nach 1552) und Mechel von Wolden. Er gilt als der Gründer des kurländischen Astes und hatte seit 1569 Besitz im Kurland. Aus der Ehe mit Margarethe von Fürstenberg sind drei Söhne bekannt.
- Gotthard von Brunnow auf Weesen, ⚭ 1576 NN Dollert
- Michel von Brunnow auf Würzau († vor 1635), ⚭ Elisabeth von Grotthuß († 1620)
- Dietrich von Brünnow († nach 1613)